# 新竹神社
新竹神社（しんちくじんじゃ）は、日本統治時代の台湾新竹州新竹市客雅（現新竹市北区）にあった神社である。

## 祭神
社格は国幣小社で、能久親王・大国魂命・大己貴命・少彦名命を祭神としていた。

## 歴史
1915年（大正4年）に造営が開始され、1918年（大正7年）10月25日に落成し鎮座祭が行われた。1920年（大正9年）に県社に列格した。1938年より規模を大きくする改築が行われ、1940年に完成、1942年（昭和17年）には国幣小社へ昇格した。第二次世界大戦終戦の後、廃社となった。
現在は社務所と参道等が残っている。かつての社地には中国からの難民・密航者を収容する施設（新竹靖廬）が建てられており、社務所はその管理施設として使用されている。神社跡は新竹市の市定古跡に指定されている。